# (35807) 1999 JS42
1999 JS42 (asteroide 35807) é um asteroide da cintura principal. Possui uma excentricidade de 0.05661930 e uma inclinação de 5.60246º.
Este asteroide foi descoberto no dia 10 de maio de 1999 por LINEAR em Socorro.